# Sergio Amidei
Sergio Amidei, född den 30 oktober 1904 i Trieste död den 14 april 1981 i Rom, var en italiensk manusförfattare.

## Utmärkelser
| År   | Pris              | Vad                                         | Nominerad | Vunnen |
| ---- | ----------------- | ------------------------------------------- | --------- | ------ |
| 1962 | Oscar             | Best Writing Generalen                      | X         |        |
| 1950 | Oscar             | Best Writing Befriande eld                  | X         |        |
| 1948 | Oscar             | Best Writing Ungdomsfängelset               | X         |        |
| 1947 | Oscar             | Best Writing Rom - öppen stad               | X         |        |
| 1983 | David             | Best Screenplay Natten i Varennes           |           | X      |
| 1982 | David             | Best Screenplay Storie di ordinaria follia  |           | X      |
| 1978 | Flaiano           | Screenwriting                               |           | X      |
| 1977 | Silver Ribbon     | Best Screenplay Un borghese piccolo piccolo |           | X      |
| 1954 | Silver Ribbon     | Best Story/Screenplay Anni facili           |           | X      |
| 1959 | Golden Gate Award | Screenplay Generalen                        |           | X      |